# Koskälla

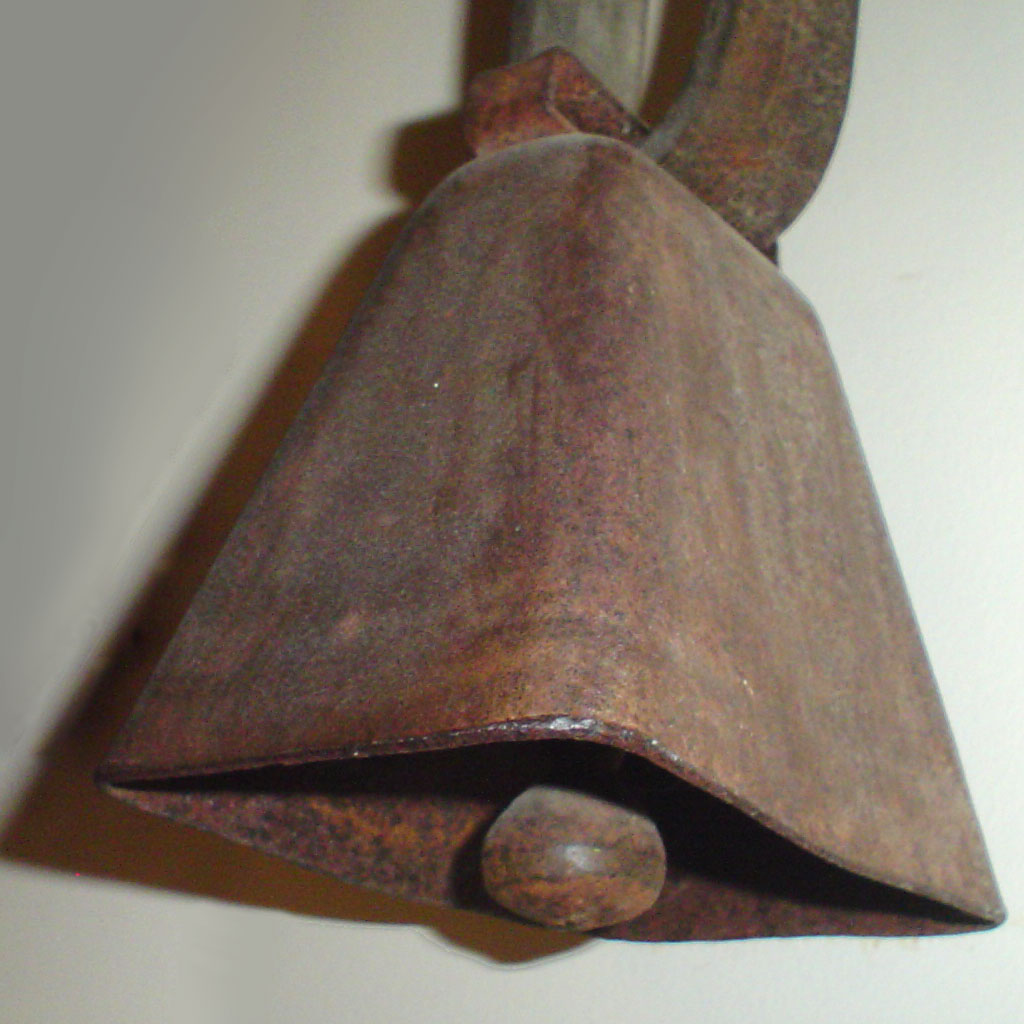
Med kläpp

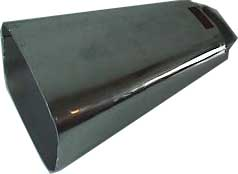
Musikinstrument

Koskälla är en klocka med stark klang som hängs runt en kos hals i trakter där djuren släpps på vidsträckta beten för att göra det lättare att hitta dem igen. Även sammanhållningen inom hjorden underlättas eftersom de övriga djuren vanligen följer den som bär skällan, skällkon, och som fungerar som ledare för hjorden. Klockan är vanligen gjord av plåt med en eller två kläppar.
Skällor används  även på andra husdjur.

## I musiken
Koskällan, utan kläppar, används som ett musikinstrument tillhörande trumsetet. Den används så, att man slår med trumpinnarna på skällans utsida. Trumslagaren och komikern Spike Jones från USA gjorde flitigt bruk av koskällor under sin storhetstid på 1950-talet.[källa behövs]

## I dikten
Koskällans ljud har fått tjäna som markör för lantlig idyll hos många författare.
| ” | I bugane böljer går rågfält och vete, å vågera vaggar på krusiger sjö. På Lekebergsåsen går korna i bete, å skällera pinglar, å svalera singlar i höjda, där molntappar seglar som snö."Jeremias i Tröstlösa" alias Levi Rickson | „ |